# 베벌리힐스 아이들

베벌리힐스 아이들(Beverly Hills 90210)은 미국 FOX사에서 제작한 청소년 드라마이다. 1990년에서 2000년까지 시즌 10까지 제작되었는데 한국에서는 MBC TV를 통해 1990년대 초반 시즌 3까지 일요일 오후 5시 10분에 방영되었다.초반에는 성우가 목소리 연기를 하였으나 후반에는 한국어자막을 사용했다.
브랜든과 브렌다는 쌍둥이 남매이다. 그들은 부유촌 베벌리힐스에 이사오면서 그 곳 학생들과 어울리게 되는데, 미국 고등학교 학생들의 자유분방하고 개방적인 성문화는 당시 한국 청소년들에게 인상적인 모습으로 비치면서 큰 인기를 끌었다. 그러나 당시엔 보수적인 한국학생들에게 너무 이질적인 요소가 많아 계속 방송엔 한계가 있어 시즌 3까지만 방영될 수밖에 없었다.

## 출연진
- 제이슨 프리스틀리 (브랜든 월시 역)
- 섀넌 도허티 (브렌다 월시 역)
- 아이언 지어링 (스티브 역)
- 루크 페리 (딜런 역)
- 제니 가스 (켈리 테일러 역)
- 개브리엘 카테리스 (앤드리아 주커먼 역)
- 브라이언 오스틴 그린 (그린 데이비드 역)
- 토리 스펠링 (도나 역)
- 조 E. 타다 (냇 역)
- 캐럴 포터 (신디 역)
- 제임스 에크하우스 (짐 역)

기타
- 카라스 플라워스 (음악 게스트)